# Epimeria yaquinae
Epimeria yaquinae är en kräftdjursart som beskrevs av John C. McCain 1971. Epimeria yaquinae ingår i släktet Epimeria och familjen Epimeriidae. Inga underarter finns listade i Catalogue of Life.